# Галонзкі-Вельке
Галонзкі-Вельке (пол. Gałązki Wielkie) — село в Польщі, у гміні Нове Скальмежице Островського повіту Великопольського воєводства.
Населення — 176 осіб (2011).

## Демографія
Демографічна структура станом на 31 березня 2011 року:
|          | Загалом | Допрацездатний вік | Працездатний вік | Постпрацездатний вік |
| -------- | ------- | ------------------ | ---------------- | -------------------- |
| Чоловіки | 86      | 17                 | 62               | 7                    |
| Жінки    | 90      | 18                 | 55               | 17                   |
| Разом    | 176     | 35                 | 117              | 24                   |